# 吴建平 (交通系统专家)
吴建平（1957年2月—），浙江云和人，交通系统专家。清华大学教授、博士生导师。中华人民共和国教育部第三批“长江学者”特聘教授。发表论文百余篇，获得多项专利。
1978年1月至1984年夏先后获得浙江大学土木系水利水电专业学士学位、土木系工学硕士学位，毕业后留校任教。后在英国获得博士学位，并留英任英国南安普敦大学中英智能交通系统联合研究、开发和培训中心主任。2000年8月起，在北京交通大学从事教学和科研工作。2011年任清华大学土木工程系教授。